# 科图-迪埃斯特维什
科图-迪埃斯特维什是葡萄牙阿威罗区的一个堂区。总面积16.95平方公里，总人口1055人，人口密度62.2人/平方公里。